# Brotherhood (film, 2010)
Pour les articles homonymes, voir Brotherhood.
Pour plus de détails, voir Fiche technique et Distribution.
Brotherhood est un thriller américain réalisé par Will Canon, sorti en 2010.

## Synopsis
Adam est largué au beau milieu d’un braquage d’une épicerie, dans le cadre d’un bizutage de sa fraternité. Ce rituel d’initiation va tourner très mal, chaque décision prise va s’avérer être la pire qui soit et Adam va devoir faire des choix...

## Fiche technique
- Titre : Brotherhood
- Réalisation : Will Canon
- Scénario : Will Canon, Doug Simon
- Production : Chris Pollack, Steve Hein, Tim O'Hair, Jason Croft
- Distribution : Phase 4 Films (en)
- Musique : Dan Marocco
- Pays d'origine :  États-Unis
- Langue : Anglais
- Genre : Drame, thriller
- Durée : 81 minutes
- Dates de sortie : 
  -  États-Unis : 18 février 2010

## Distribution
- Jon Foster : Frank
- Trevor Morgan : Adam
- Lou Taylor Pucci : Kevin
- Arlen Escarpeta : Mike
- Jesse Steccato : Bean
- Jennifer Sipes : Emily
- Luke Sexton : Graham
- Meyer deLeeuw : Collin
- Jeff Gibbs : officier Jennings